# Triangulaire
El Tournoi triangulaire de l’Océan Indien fue una competición de fútbol realizada entre 1947 y 1963 entre las selecciones de Mauricio, Reunión y Madagascar. El torneo fue el predecesor del torneo de fútbol de los Juegos del Océano Índico.

## Resultados y estadísticas

### Campeonatos
| Año  | Sede       | Campeón    | Subcampeón | Tercer lugar |
| ---- | ---------- | ---------- | ---------- | ------------ |
| 1947 | Madagascar | Mauricio   | Madagascar | Reunión      |
| 1948 | Mauritius  | Mauricio   | Madagascar | Reunión      |
| 1949 | Réunion    | Mauricio   | Madagascar | Reunión      |
| 1950 | Madagascar | Mauricio   | Reunión    | Madagascar   |
| 1951 | Mauritius  | Mauricio   | Madagascar | Reunión      |
| 1952 | Réunion    | Mauricio   | Madagascar | Reunión      |
| 1953 | Madagascar | Mauricio   | Madagascar | Reunión      |
| 1954 | Mauritius  | Mauricio   | Reunión    | Madagascar   |
| 1955 | Réunion    | Madagascar | Mauricio   | Reunión      |
| 1956 | Madagascar | Mauricio   | Madagascar | Reunión      |
| 1957 | Mauritius  | Mauricio   | Reunión    | Madagascar   |
| 1958 | Réunion    | Madagascar | Mauricio   | Reunión      |
| 1963 | Madagascar | Madagascar | Reunión    | Mauricio     |

### Palmarés
| Selección  | Campeón | Subcampeón | Tercer lugar |
| ---------- | ------- | ---------- | ------------ |
| Mauricio   | 10      | 2          | 1            |
| Madagascar | 3       | 7          | 3            |
| Reunión    | 0       | 4          | 9            |